# Come Take a Shine
Come Take a Shine, debutalbum av Björn Norestig lanserat av skivbolaget A West Side Fabrication 2005.

## Låtlista
1. "Where You Are Living"
2. "Why Oh Why"
3. "Come Take a Shine"
4. "Until This Night Is Over"
5. "Slow Down"
6. "Blowing By"
7. "What's Happening"